# Cole North
Cole North es un personaje ficticio que aparece en los cómics estadounidenses publicados por Marvel Comics. El personaje, creado por Chip Zdarsky y Marco Checchetto, apareció por primera vez en Daredevil vol. 6 #1 (febrero de 2019). North es un policía que, al llegar a Nueva York, se convierte en enemigo de Daredevil y otros justicieros, hasta que se termina convirtiéndose en aliado de Daredevil.
Cole North aparece en la serie de televisión del Universo cinematográfico de Marvel Daredevil: Born Again (2025), interpretado por Jeremy Isaiah Earl.

## Historial de publicación
Cole North apareció por primera vez en Daredevil vol. 6 #6 (mayo de 2019), y fue creado por Chip Zdarsky y Marco Checchetto.

## Biografía ficticia
Cole North nació y creció en Chicago, Illinois. Se unió al Departamento de Policía de Chicago. Cole tenía un impresionante historial de arrestos y se dedicaba a combatir el crimen, incluso oponiéndose a agentes corruptos. Mientras perseguía a un narcotraficante, North disparó por error a un chico de 16 años, creyendo que buscaba un arma, cuando en realidad era solo un teléfono. Después de esto, fue trasladado a la Ciudad de Nueva York.
Mientras investigaba un asesinato, North confrontó a Daredevil, disparándole al resistirse al arresto. North lo persiguió sin descanso y finalmente lo arrestó a pesar de saber que muchos agentes le seguían siendo leales. Sin embargo, Punisher intervino, noqueando a North y ayudando a Daredevil a escapar.
North fue emboscado y golpeado por oficiales corruptos, pero fue inesperadamente salvado por Luca Maron, un secuaz de Búho, quien le agradeció por ahuyentar a Daredevil. Tras una conversación con Spider-Man, North comenzó a cuestionar su lugar dentro del sistema. Daredevil luego confrontó directamente a North, lo que dio lugar a una conversación sobre justicia y responsabilidad.
Cuando estalló una batalla a gran escala en Hell's Kitchen, North luchó junto a Daredevil. Daredevil se entregó por crímenes pasados y North aseguró el arresto de Owl y posteriormente acompañó a Daredevil en su proceso legal.
Tras la petición de Daredevil, North renunció a la policía para unirse al Puño.
Tras abandonar el Puño, North regresó a Nueva York e instó a Daredevil a seguir luchando. Más tarde se unió a Foggy Nelson para fundar un bufete de abogados, Nelson North, donde trabajó como investigador jefe. Con Daredevil ahora dado por muerto, ambos hombres a veces sentían que lo veían con el rabillo del ojo.

## En otros medios
Cole North aparece en Daredevil: Born Again (2025) interpretado por Jeremy Isaiah Earl.Esta versión es miembro de la Fuerza de Tarea Anti-Vigilantes (AVTF) del Departamento de Policía de Nueva York, y se descubre que él fue el responsable por el asesinato de Hector Ayala, teniendo el símbolo de Punisher.